# Lijst van afleveringen van Absolutely Fabulous
Dit is een lijst met afleveringen van de Britse komedie Absolutely Fabulous. De serie telt 5 seizoenen en enkele specials. Een overzicht en korte beschrijving van alle afleveringen is hieronder te vinden.
Na jaren zijn drie nieuwe afleveringen gemaakt voor Kerstmis 2011, Nieuwjaarsdag 2012 en rond de Olympische Zomerspelen 2012.

## Seizoen 1
| Afl. | Titel    | Uitzenddatum     | Beschrijving |
| ---- | -------- | ---------------- | --- |
| 1    | Fashion  | 12 november 1992 | Edwina Monsoon (= Eddie) is PR verantwoordelijke voor beroemde sterren, merken, ... Ze heeft een hectisch leven (een eigen zaak en dochter Saffron (Saffy) die nog thuis woont en studeert) en nu wordt haar gevraagd een modeshow te organiseren. Samen met beste vriendin Patsy probeert ze de show in goede banen te leiden. |
| 2    | Fat      | 19 november 1992 | Eddie is te dik geworden en moet dringend afvallen. Maar hoe doe je dat als je geen karakter daarvoor hebt ? |
| 3    | France   | 26 november 1992 | Eddie en Patsy trakteren zichzelf op een welverdiende vakantie in het zuiden van Frankrijk. Alleen zijn ze de taal niet machtig- en het kasteel zag er toch wat anders uit in de reisbrochure... |
| 4    | Isotank  | 3 december 1992  | Eddie heeft een nieuwe isolatietank gekocht. Saffron werkt ondertussen in de keuken aan een project rond DNA voor de opendeurdag van haar school. Eddie wil ook naar de opendeurdag, maar Saffy wil niet dat haar moeder zich belachelijk komt maken op haar school.                                                            |
| 5    | Magazine | 10 december 1992 | Wanneer Patsy (die voor een modemagazine werkt) dringend op zoek moet naar een ouder model voor een fotoshoot, probeert ze Eddie (en Saffron) te overtuigen om haar moeder te gebruiken voor de shoot. |
| 6    | Birthday | 17 december 1992 | Eddie wordt 40 jaar. Saffy organiseert een feestje, maar daar is Eddie helemaal niet van gediend. |

## Seizoen 2
| Afl. | Titel           | Uitzenddatum     | Beschrijving |
| ---- | --------------- | ---------------- | --- |
| 1    | Hospital        | 27 januari 1994  | Patsy komt in de schandaal- en roddelboekjes terecht na een affaire met een parlementariër. Hello Magazine wil een exclusief interview, maar voor het interview wil Patsy eerst nog even onder het mes... |
| 2    | Death           | 3 februari 1994  | Eddies vader overlijdt. Maar is dat wel kunst? |
| 3    | Marocco         | 10 februari 1994 | Eddie, Patsy en Saffron gaan naar Marrakesh voor een mode evenement. Patsy verkoopt Saffy voor een paar kamelen en zo zijn Eddie en Patsy verlost van Saffy's gezeur. Maar waar vind je een toilet in de woestijn? |
| 4    | New best friend | 24 februari 1994 | Bettina en Max, 2 vrienden van vroeger, komen logeren bij Eddie. Maar zal alles nog wel zijn zoals vroeger of zijn er toch wat dingen veranderd? |
| 5    | Poor            | 3 maart 1994     | Wanneer Eddies ex-mannen de geldkraan afsluiten, heeft Eddie geen geld meer en moet ze besparen. Zo moet ze zelf naar de supermarkt, een nieuwe ervaring. |
| 6    | Birth           | 10 maart 1994    | Patsy rookt de keuken op, waardoor Eddie ze weer opnieuw moet inrichten. Saffy wil ondertussen haar moeder buitenwerken, want vanmiddag komt er een potentieel vriendje langs. Wanneer Eddie en Patsy dit ontdekken, wil ze hem maar wat graag ontmoeten. Maar dat loopt verkeerd wanneer Oma Monsoon ze alle drie opsluit in de woonkamer... |

## Seizoen 3
| Afl. | Titel          | Uitzenddatum  | Beschrijving |
| ---- | -------------- | ------------- | --- |
| 1    | Door Handle    | 30 maart 1995 | Eddie is nog altijd haar keuken aan het herinrichten. Maar voor Saffy gaat het niet snel genoeg: als er niet snel wat gebeurt, zal zij er wat aan doen. Want waar vind je in hemelsnaam de geschikte deurklink? |
| 2    | Happy New Year | 6 april 1995  | Het is oudejaarsavond en de dames maken zich klaar voor een avondje uit. Plots gaat de bel: Jacky, Patsy's oudere zus staat voor de deur.                                                                       |
| 3    | Sex            | 20 april 1995 | Eddie wil nog eens stevig van bil gaan, maar met wie? Patsy kent de oplossing: ze huren een paar mannelijke schandknapen in.                                                                                    |
| 4    | Jealous        | 27 april 1995 | Eddie is zenuwachtig, want is ze genomineerd voor een prijs. Ze huurt Naomi Campbell in om bij haar aan tafel te zitten en probeert concurrente Claudia Bing in een slecht daglicht te stellen.                 |
| 5    | Fear           | 4 mei 1995    | Wanneer Saffy verhuist, raakt Eddie in paniek. Hoe maak je bijvoorbeeld een blik soep open? |
| 6    | The End        | 11 mei 1995   | Eddie en Patsy krijgen ruzie en elk trekt eropuit om dit te verwerken. |

## Special 1996
| Titel          | Uitzenddatum         | Beschrijving |
| -------------- | -------------------- | --- |
| The Last Shout | 6 en 7 november 1996 | Eddie en Patsy gaan skiën in Val-d'Isère. Ze zijn zwaar ontgoocheld in het plaatsje, want het heeft al zijn allures verloren. Eenmaal terug thuis stort Eddie zich op het huwelijk van Paolo en Saffy. |

## Seizoen 4
| Afl. | Titel         | Uitzenddatum      | Beschrijving |
| ---- | ------------- | ----------------- | --- |
| 1    | Parallox      | 31 augustus 2001  | Eddie wordt gevraagd voor een bekende talkshow. Maar hoe werken we die vervelende rimpeltjes snel weg?                                                                                         |
| 2    | Fish Farm     | 7 september 2001  | Eddie ontdekt de tuin achter haar huis en de bijhorende, sexy tuinman. |
| 3    | Paris         | 14 september 2001 | Eddie en Patsy mogen voor een fotoreportage naar Parijs. Het is een moeder/dochter reportage, dus Saffron mag ook mee- maar vóór de reportage trekken moeder en dochter nog even door de stad. |
| 4    | Donkey        | 21 september 2001 | Eddie is nog maar eens te dik en gaat weer op dieet- nu onder leiding van haar vriendin Patsy en klant/vriendin Katy Grin.                                                                     |
| 5    | Small Opening | 28 september 2001 | Saffy heeft een autobiografisch toneelstuk geschreven en wanneer Eddie en Patsy daarachter komen, is het hek van de dam.                                                                       |
| 6    | Menopause     | 5 oktober 2001    | Eddie en Patsy raken in shock wanneer ze ontdekken dat bij Patsy waarschijnlijk de menopauze is ingegaan.                                                                                      |

## Special 2002
| Titel | Uitzenddatum     | Beschrijving |
| ----- | ---------------- | --- |
| Gay   | 27 december 2002 | Patsy moet voor haar magazine naar de modeweek van New York. Eddie gaat mee om haar zoon Serge te zoeken. Maar om hem te vinden moeten Eddie en Patsy wel eerst trouwen... |

## Seizoen 5
| Afl. | Titel                       | Uitzenddatum     | Beschrijving |
| ---- | --------------------------- | ---------------- | --- |
| 1    | Cleanin'                    | 17 oktober 2003  | Saffy komt vandaag thuis na een lange reis doorheen Afrika, en het huis ligt er vuil en rommelig bij. Eddie krijgt dan les in opruimen van Emma Bunton, haar nieuwste klant (tevens een oud klasgenoot van Saffy). Saffy zelf heeft ook verrassend nieuws... |
| 2    | Book Clubbin'               | 24 oktober 2003  | Eddie en Patsy hebben een boekenclubje opgericht, en vandaag komen hun 'beroemde' clubgenoten bijeen in Eddies huis voor hun wekelijkse afspraak. |
| 3    | Panickin'                   | 31 oktober 2003  | Eddie heeft een zogenaamde Panic Room laten installeren. Wanneer Patsy filmster Minnie Driver meebrengt voor kledingadvies, raken Eddie en Patsy per ongeluk opgesloten in de kamer.                                                                         |
| 4    | Huntin', Shootin' & Fishin' | 7 november 2003  | Eddie en Patsy gaan een weekendje jagen- alleen mag er nu niet gejaagd worden en dat zint de dames niet. |
| 5    | Birthin'                    | 14 november 2003 | Saffy kan ieder ogenblik bevallen. Maar dan doet zich een grote elektriciteitspanne voor en kunnen ze het huis niet verlaten. |
| 6    | Schmoozin'                  | 28 november 2003 | Eddies nieuwste vriendje Pete nodigt haar en vriendin Patsy uit in de befaamde Abbey Road Studios. |
| 7    | Exploitin'                  | 5 december 2003  | Patsy is op zoek naar een baby voor een fotoshoot. Saffy is oververmoeid en heeft dringend rust nodig. Wanneer Eddie dan aanbiedt om op baby Jane te passen, is het een al snel aan het ander gekoppeld.                                                     |

## Specials 2003-2005
| Titel                | Uitzenddatum     | Beschrijving |
| -------------------- | ---------------- | --- |
| Cold Turkey          | 24 december 2003 | Eddie stemt er voor de eerste keer mee in om Kerst te vieren in familiekring en ze doet haar best om de grootste boom en de grootste cadeaus te hebben voor iedereen. Dit is niet naar de zin van Patsy, die kerstmis haat. |
| White Box            | 25 december 2004 | Eddie wil de keuken opnieuw laten inrichten. Saffy waarschuwt haar het niet te doen, maar Eddie drijft haar zin door: ze huurt Bettina en Max in om haar keuken opnieuw in te richten, maar zij maken de keuken nog erger dan ze al was. Saffy dreigt er dan mee haar moeder buiten te gooien als ze niet snel een oplossing vindt. |
| Comic Relief Special | 11 maart 2005    | Een special voor Comic Relief, met een gastrol van Emma Bunton. |

## Specials 2011-2012
| Titel    | Uitzenddatum     | Beschrijving |
| -------- | ---------------- | --- |
| Identity | 25 december 2011 | Saffy keert terug naar huis na twee jaar onvrijwillig te zijn 'weggeweest'. Ze neemt een logée mee, 'Baron' (Lucy Montgomery), die Patsy confronteert met een onaangenaam verleden. Eddie is zo verslaafd aan de Deense thrillerserie The Killing, dat ze droomt dat rechercheur Sarah Lund (Sofie Gråbøl) de kamer binnenkomt.                                       |
| Job      | 1 januari 2012   | Saffy beschuldigt Eddie ervan dat ze nooit echt gewerkt heeft. Om haar het tegendeel te bewijzen, probeert ze Saffys favoriete Franse filmster Jeanne Durand (Lindsay Duncan) te laten optreden in de Royal Albert Hall. Maar dan blijkt dat Jeanne niet echt kan zingen en moet Bubble voor haar invallen. Gastrollen van onder andere Lulu, Emma Bunton en La Roux. |
| Olympics | 23 juli 2012     | Edina en Patsy hebben hun huis verhuurd aan Michael Douglas tijdens de Olympische Zomerspelen 2012. Maar dat draait al snel anders uit... |